# Mette Kirkegaard
Mette Kirkegaard er en singer-songwriter fra Danmark. Mette Kirkegaards interesse for singer-songwriter musik blev vakt på en studietur til New York, medens hun læste sidefagsstudier i musikvidenskab (1999-2000) ved Københavns Universitet. Kirkegaard blev cand. mag. i retorik samme sted i 2018.

## Diskografi
- Sakura (maj 2023) dobbeltsingle
- Hotel Himmelblå (april 2023) - The Home Current Remix - single remix ved Martin THC Jensen.
- Hotel Blue Sky (marts 2023) - single engelsk version
- Denne jul (dec 2022) dobbeltsingle - i rotation P5

- Recover (nov 2022) - lockdown 9 album sange - producer Mette Kirkegaard/Joe Gautrey & mix Louise Nipper
- Hotel Himmelblå (sept 2022) single - i rotation i P5
- Nordic Sound (2022) 12 lydspor fra Norden af Mette Kirkegaard
- Det du er (Sept 2019), single producer Mette Kirkegaard, Østerbroprojekter - sideprojekt
- Vidunderskyer, single (July 2019), producer Mette Kirkegaard, Østerbroprojekter - sideprojekt
- Simple Matters (okt. 2018) Fire hjerter i Politiken. Fire stjerner i Gaffa. 10 album sange af Mette Kirkegaard, producer Patrick Herzfeld, Austin, Tx - cowrites Kostas Lazarides og J. WagnerSimple Matters[1] album indstillet til Gaffaprisen Årets danske udgivelse 2019. [2] airplay P4 og P5.
- Love Is to Blame (2017) single med sangene "Love Is to Blame" og "Heaven" - producer Patrick Herzfeld (US) airplay P5
- Love Is to Blame (2017) musikvideo Jan Klausen (DK) - musikproducer Patrick Herzfeld (US) [3] [4].
- If You Want My Love (2016) single Lars Krarup (DK). Recorded 2006.
- Det rette sted (2013) ep, producer Ken Rose (UK)[5] airplay P5
- Dry Wood (2012) ep, producer Brio T (GE) [6] rotation P4
- Trådløse drømme (2009) album, producer Dave Hennessy (IE) [7]
- Heart Against Rock (2007) album, producer Dave Hennessy (IE) [8]
- In a Cafe (2006) single, producer Lars Krarup (DK) [8] i rotation P4

## Radio
- 2023 Mette Kirkegaard er vært på podcastet Musik og mennesker [9]

- 2021 NPR - MTPR 58 minutes radio interview feat. album music and interview with Mette Kirkegaard in the program Musician´s Spotlight by host John Floridis, [10][11]

- 2021 Americana Rythm Music Magazine. [12]

- 2019 P1 v. Adam Holm og Poul Nesgaard, P1´s årskavalkade - [13]

## Forfatterskab
Det Du Ikke Siger - debutroman (2014)